# Cành cạch hung
Cành cạch hung, tên khoa học Hemixos castanonotus, là một loài chim trong họ Pycnonotidae.

## Phân loài
Có 2 phân loài được ghi nhận:
- H. c. canipennis - Seebohm, 1890: Nam Trung Quốc và Đông Bắc Việt Nam
- H. c. castanonotus - Swinhoe, 1870: Bắc Việt Nam và Hải Nam

## Tham khảo

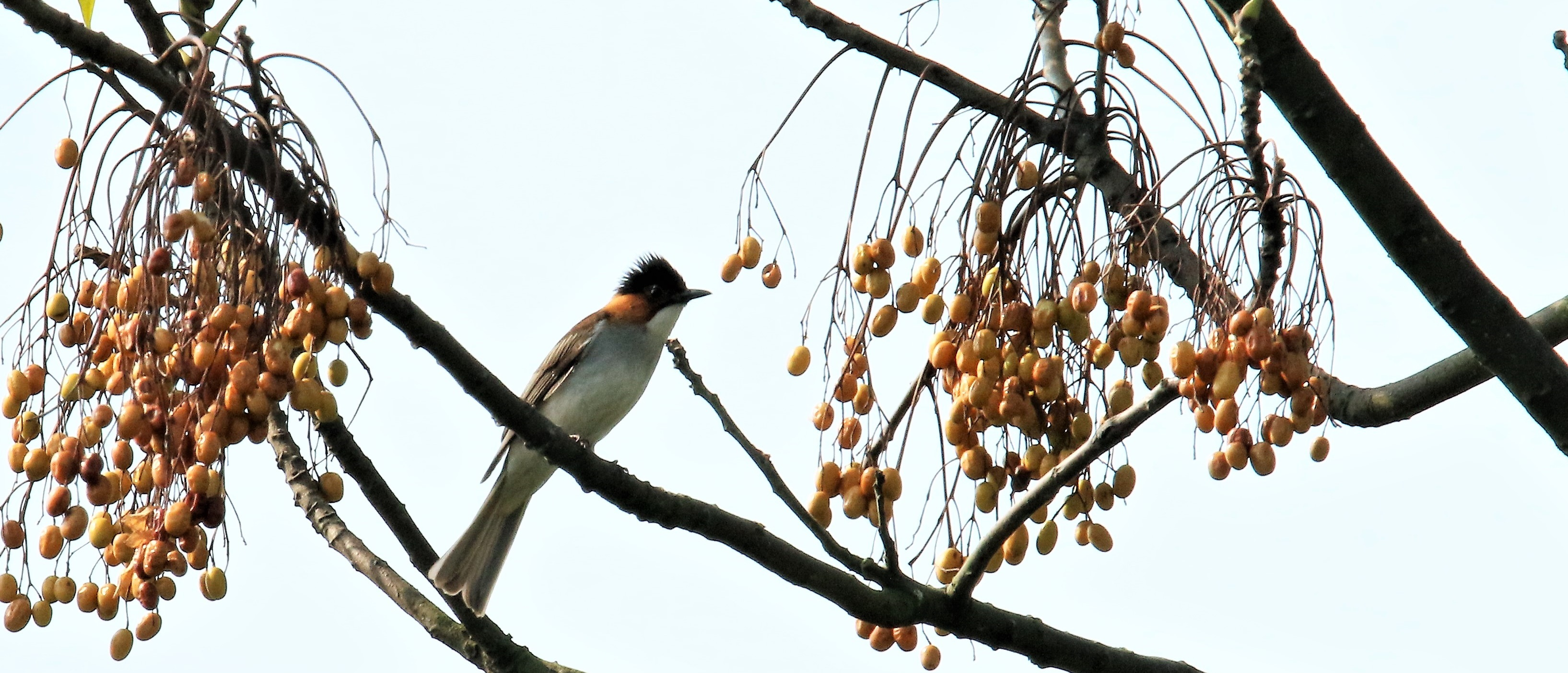
Cành cạch hung

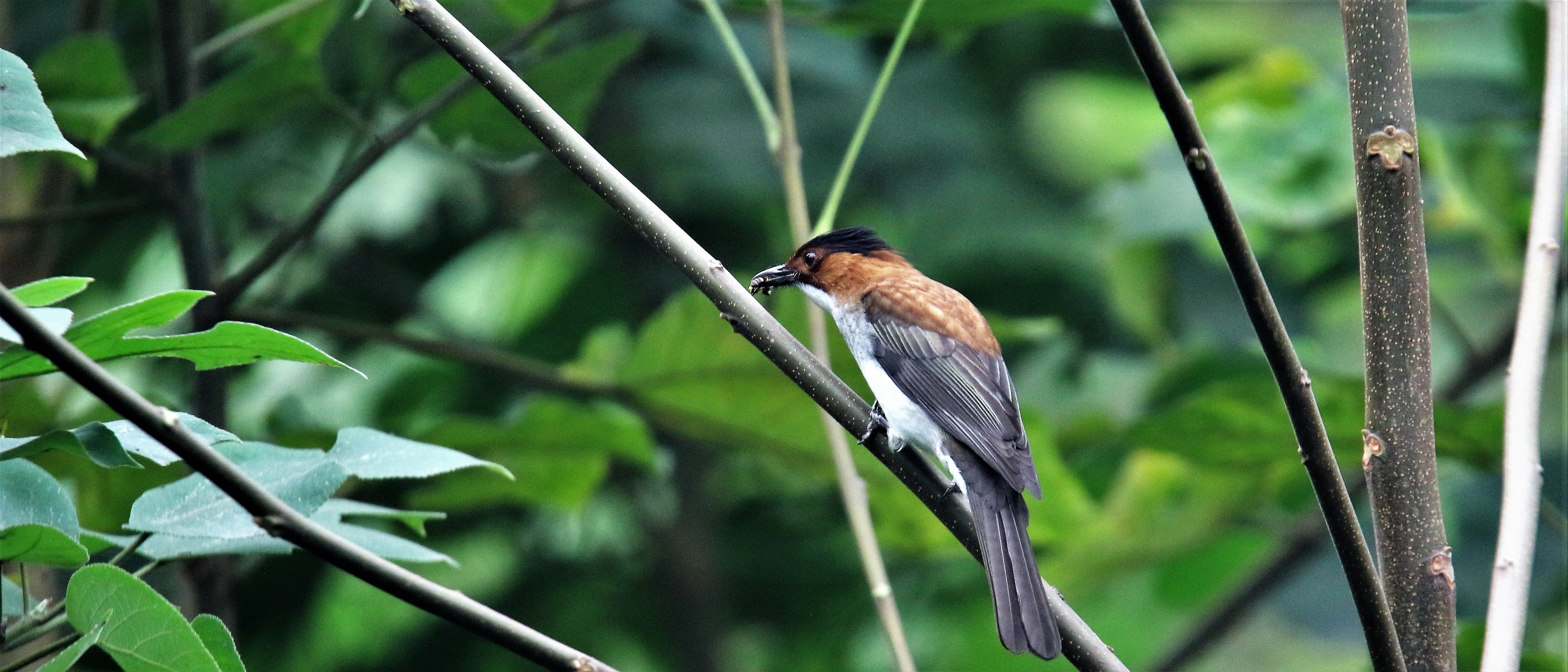
Cành cạch hung